# Nerve Cell 0
Nerve Cell_0 est une œuvre pour violoncelle et ordinateur composée par Zbigniew Karkowski et interprétée par Anton Lukoszevieze. Elle est éditée en 2012 sur le label belge Sub Rosa.

## Production
À l'invitation de l'organisation londonienne Sound and Music à créer une pièce pour violoncelle et électronique, Zbigniew Karkowski effectue une résidence de création avec le violoncelliste Anton Lukoszevieze (membre de l'ensemble Zeitkratzer) dans le studio de musique électronique EMS à Stockholm.
Un concert d'inauguration de cette pièce a lieu le 17 mai 2012 au Café Oto, à Londres.

## Accueil critique
Dans le magazine Pitchfork, Marc Masters et Grayson Currin décrivent Nerve Cell_0 comme "un kaléidoscope de sonorités brillantes et de séquences surprenantes". Pour Joseph Burnett, dans Dusted Magazine, la pièce déploie un labyrinthe de sonorités inattendues, d'éclats bruitistes et de textures caustiques, qui récompensent une écoute attentive. Pour John Garratt, dans Pop Matters, il s'agit d'une pièce d'avant-garde devant être écoutée à fort volume, pour apprécier la puissante tension entre le jeu du violoncelle et les traitements informatiques. 
Nick Storring, dans Exclaim, compare la pièce aux œuvres pour violoncelle solo de Iannis Xenakis – Nomos Alpha (1965) et Kottos (1977) – et observe qu'elle se débarrasse de tout attachement sentimental lié à cet instrument, pour privilégier des textures rugueuses et acérées, soumises à des traitements numériques intenses.